# Le Vent dans les sables
Le Vent dans les sables est une série de bande dessinée pour la jeunesse de Michel Plessix. Elle est la suite du premier cycle Le Vent dans les saules qui était une adaptation du roman de Kenneth Grahame. Les droits d'auteur étant entre-temps tombés dans le domaine public, Michel Plessix a eu le temps de réfléchir à de nouvelles aventures.

## Synopsis
Nos héros du Bois Sauvage coulent des jours heureux jusqu'au jour où Crapaud  est à nouveau atteint d'une folle envie de voyage. Il entraîne alors ses amis Rat et Taupe à sa suite et les embarque à bord d'un bateau en route vers l'Afrique...
Là-bas, ils devront s'adapter et se feront heureusement des amis, comme le jeune Samir, et le guide fumeur de kif Ali. Crapaud se fera même un nom dans la médina grâce à ses talents de conteur sur la place du marché.
Mais un beau jour, nos amis viennent en aide à une vieille mendiante, attaquée par deux crapules. Elle leur raconte alors que dans son village natal, loin dans le désert, se trouve un trésor sans fond qui dépasse l'imagination... Ce qui ne laisse bien sûr pas indifférent notre avare baron Têtard, qui s'empresse de trouver un dromadaire pour partir dans le désert...
Rat et Taupe vont alors encore devoir aller à sa poursuite et ainsi découvrir les merveilles et les mystères du Grand Erg...

## Albums
- Tome 1 : L'Invitation au voyage (2005)
- Tome 2 : Étranges étrangers (2007)
- Tome 3 : La Tentation du désert (2009)
- Tome 4 : Le Chant des dunes (2011)
- Tome 5 : Du souk dans la casbah (2013)

## Éditeurs
- Delcourt (Collection Jeunesse) : Tomes 1, 2 et 3 (première édition des tomes 1, 2 et 3).